# Mattias Ekström
Mattias Ekström (Falun, Suècia; 14 de juliol de 1978) és un pilot automobilític suec que ha disputat diverses modalitats, destacant-ne el Ral·li Cross, Turismes i raids.
Ha estat guanyador en dues ocasions del Deutsche Tourenwagen Masters (DTM) amb Audi, els anys 2004 i 2007, quedant-ne subcampió els anys 2005, 2011, 2014 i 2017. Ekström es retirà del DTM l'any 2018. Dins dels turismes també guanyà al 1999 el Campionat suec.
En paral·lel a la seva trajectòria en turismes, l'any 2016 es proclama guanyador del Campionat Mundial de Ral·li Cross l'any 2016. També ha disputat de forma ocasional i esporàdica proves del Campionat Mundial de Ral·lis, especialment el Ral·li de Suècia, disputant l'any 2004 el Ral·li de Catalunya amb un Mitsubishi Lancer Evo VII. L'any 2011 guanya les 24 hores de Spa.
Ha disputat en diverses ocasions el Ral·li Dakar, guanyant una etapa amb l'equip oficial Audi l'any 2022.

## Palmarès
- Campionat Mundial de Ral·li Cross: 2016
- Deutsche Tourenwagen Masters (DTM): 2004 i 2007
- Campionat de Suècia de Turismes: 1999
- 24 hores de Spa: 2011